# Rischio di tasso
Il rischio di tasso è un tipo di rischio che si presenta nel momento in cui si decida di ricorre a prestiti, mutui e qualsiasi altra natura di finanziamento con tasso d'interesse variabile, soggetto quindi alle decisioni di una banca centrale sul costo del denaro. Questo rischio si presenta anche quando siamo possessori di una obbligazione o titolo di Stato, siccome il loro prezzo sul mercato finanziario secondario è direttamente collegato al costo del denaro applicato dalla banca centrale di quella valuta in cui l'obbligazione è negoziata.